# Onuphis quadricuspis
Onuphis quadricuspis är en ringmaskart som beskrevs av Michael Sars 1872. Onuphis quadricuspis ingår i släktet Onuphis och familjen Onuphidae. Inga underarter finns listade i Catalogue of Life.